# Фельдман, Борис Яковлевич
Борис Яковлевич Фельдман - советский учёный и инженер в области вычислительной техники, лауреат Государственной премии СССР (1989), Заслуженный изобретатель РСФСР, кандидат технических наук.

## Биография
Борис Яковлевич Фельдман родился 15 марта 1933 года. В 1950 году он окончил среднюю школу с золотой медалью. После завершения учёбы в Московском энергетическом институте (МЭИ), с 1956 по 1962 год работал инженером и старшим инженером в Московском государственном университете. В 1962 году он перешёл в Институт Электронных Управляющих Машин (ИНЭУМ), где проработал до 1995 года, занимая должность начальника отдела.
С 1964 по 1972 годы Фельдман руководил разработкой ряда первых крупносерийных электронных клавишных вычислительных машин (ЭKВМ), таких как "Луч", "Искра 12", "Искра 22", "Искра 11М", а также первой в стране микро-ЭKВМ "Союз 12" .
В 1971 году защитил кандидатскую диссертацию.
С 1974 по 1979 год возглавил разработку первой модели СМ-3 из семейства СМ-ЭВМ, а также других электронных устройств этого семейства (СМ-1300 семейства и др.).
С 1979 по 1982 год был главным конструктором и руководил созданием Спецпроцессора Фурье (СПФ СМ), предназначенного для обработки данных, поступавших с венерианских спутников "Венера-15" и "Венера-16".
После выхода на пенсию в 1993 году Борис Яковлевич посвятил себя написанию книг по истории отечественной вычислительной техники "От калькулятора к суперкомпьютеру".

## Награды и признание
- Лауреат Государственной премии СССР (1989) за создание первых детальных карт поверхности Венеры[12][2].
- Заслуженный изобретатель Российской Федерации (1992) [13][2].
- Золотая медаль ВДНХ (1950) за создание новых моделей ЭKВМ (Искра 12, Искра 22 и др.)
- Медаль имени А. Швейцера Европейской академией естественных наук (ЕАЕН) (2007) за книгу "От калькулятора к суперкомпьютеру"[14]
- Медаль имени Г. Лейбница Европейской академией естественных наук (ЕАЕН)

## Комментарии
Фельдман является автором более 60 публикаций и около 60 авторских свидетельств и патентов СССР/России. Среди них 8 патентов США, 6 из которых использовались в серийных изделиях. Реальный годовой экономический эффект от его изобретений, подсчитанный только по 7 патентам, превышает 1,1 млн рублей.

## Научная и производственная деятельность
1966–1971: Под руководством Фельдмана был разработан ряд оригинальных изделий электронной вычислительной техники. Теоретические результаты, полученные при исследовании вычислительных структур ЭВМ и магнитострикционных линий задержки, использующих крутильные колебания, были реализованы в нескольких моделях ЭКВМ. В этот период также были разработаны гражданский транзистор К217 и микросхемы серии К201, которые стали основой для создания массовой ЭКВМ "Искра 111Т" ("Союз 11"). Эти разработки   стали основой для производства более 300 тыс. ЭКВМ, включая модификацию "Электроника 155".
1974–1979: В этот период была разработана первая модель семейства СМ ЭВМ — СМ-3, полностью совместимая с американским PDP-11/05, но с изменённым составом микрокоманд. В этот же период было разработано устройство (СМ4501) связи магистральных каналов двух процессоров с дополнительной оперативной памятью на третьей шине, что ускоряло обмен данными между процессорами, упрощая резервное копирование и создание многомашинных комплексов.
1979–1981: Фельдман возглавил разработку Спецпроцессора Фурье (СПФ СМ) для обработки данных с венерианских спутников "Венера-15" и "Венера-16" которые использовались для картографирования поверхности планеты Венера. Данные поступали с аппаратов "Венера-15" и "Венера-16" в течение более чем 243 земных суток (венерианский год) и обрабатывались в темпе их поступления в соответствии с программой эксперимента по картографированию планеты Венеры, разработанной Институтом радиоэлектроники АН СССР. СПФ СМ был уникален по своим требованиям к надёжности приема и обработки данных, поступающих непрерывно со спутников.
1981–1982: под руководством и при непосредственном участии Фельдмана Б. Я. были проведены доработка документации и уточнение алгоритмов в соответствии с дополнительными требованиями возникшими во время испытания СПФ СМ в составе комплекса с дополнительными устройствами и обработки данных во время пробных полетов самолетов, оборудованных радиолокаторами бокового обзора (ФАО). Всего было выпущено 94 устройства СПФ СМ.
С 1983 по 1984 СПФ СМ успешно обеспечил синтез радиолокационных изображений поверхности планеты Венера по отражённым сигналам радиолокаторов (голограммам), полученных со спутников «Венера-15» и «Венера-16». Результатом стало создание первой карты северного региона Венеры (общий вид, рельеф, геология, морфология).

## Избранные публикации
- Фельдман Б. Я., "От калькулятора к суперкомпьютеру (Записки разработчика)", М., Изд. «РТСофт», 2014, 398 с.
- Васильковский А. Е., Фельдман Б. Я., Минаев А. А., "Опыт организации серийного производства микроэлектронной клавишной машины «Искра 111Т»", Элементы и структура управляющих и вычислительных машин, ИНЭУМ, М., Вып. 19, С. 48–51.
- Фельдман Б. Я., Панферов Б. И., Громов В. С., "Логическая организация процессора СМ-3П", ИНЭУМ, Управляющие вычислительные комплексы на базе малых ЭВМ, Вып. 68, С. 9-23.
- Фельдман Б. Я., Крылов Г. А., Копыто И. А., "Специализированный процессор для выполнения быстрого преобразования Фурье", Приборы и системы управления, 1986, N5, С. 24–25.
- Котельников В. А., Аким Э. Л., Фельдман Б. Я. и др., "Исследование области гор Максвелла на Венере с помощью аппаратов «Венера 15» и «Венера 16»", Письма в Астрономический журнал, АН СССР, М., 1984, Т. 10, N12, С. 883-893.
- Фельдман Б. Я., Крылов Г. А., Копыто И. А., "Организация диагностической системы устройств вычислительной техники (на примере СПФ СМ)", Вычислительная техника социалистических стран, Финансы и статистика, 1987, Вып. 23, С. 31–41.